# Fast RMX
Fast RMX (Eigenschreibweise: FAST rmx) ist ein Rennspiel, welches von Shin’en Multimedia für Nintendo Switch entwickelt und am 3. März 2017 in Europa und Nordamerika bzw. am 14. September 2017 in Japan als Nachfolger von Fast Racing Neo veröffentlicht wurde. Es war einer der Launchtitel der Nintendo Switch und erschien für den Nintendo eShop. Ende 2022 erschien zudem eine limitierte Einzelhandelsversion. Das Spiel enthält alle Strecken und zusätzlichen Inhalte von Fast Racing Neo sowie sechs neue Strecken. Das Spiel bietet von Beginn an 30 Strecken. Bei einem kostenlosen Update vom 13. September 2017 wurden sechs neue Strecken hinzugefügt, wodurch die Anzahl der verfügbaren Strecken auf 36 erhöht wurde.
Der Nachfolger Fast Fusion wurde für den 5. Juni 2025 als Launchtitel für die Nintendo Switch 2 angekündigt. Das Spiel läuft in bis zu 4K-Auflösung mit 60 Bildern pro Sekunde und unterstützt HDR. Außerdem wird Bewegungssteuerung und HD Rumble unterstützt und das Spiel bietet einen 4-Spieler-Split-Screen-Modus.

## Spielprinzip
Im Spiel geht es darum, in mehreren Rennen möglichst Erster zu werden und dadurch neue Cups, Fahrzeuge und Schwierigkeitsstufen freizuschalten. Dabei stehen dem Spieler 12 Cups à 3 Strecken zur Verfügung, wobei zu Beginn des Spiels nur 3 Cups zur Auswahl stehen. Das Spiel kann außerdem mit bis zu 4 Spielern lokal und mit bis zu 8 Spielern online gespielt werden.
Das Spiel unterstützt jede Steuerungsmöglichkeit der Nintendo Switch und HD Rumble und bietet die Möglichkeit, die Funktion jeder Taste einzeln zu konfigurieren.

## Performance
Die Auflösung des Spiels beträgt selbst im lokalen 4-Spieler-Modus noch bis zu 1080p, allerdings wird sie bei zu vielen Rechenoperationen niedriger skaliert, um eine konstante Bildfrequenz von 60 Bildern pro Sekunde zu gewährleisten.

## Rezeption
Das deutschsprachige Onlinefachmagazin 4Players bewertete Fast RMX mit 84 von 100 möglichen Punkten und vergab die Auszeichnung „Gut“. Auf der Bewertungswebsite Metacritic hält das Spiel – basierend auf 54 Bewertungen – einen Metascore von 81 von 100 möglichen Punkten.